# جودی کانتور
جودی کانتور (انگلیسی: Jodi Kantor؛ زادهٔ ۲۱ آوریل ۱۹۷۵) روزنامه‌نگار اهل ایالات متحده آمریکا است. او خبرنگار نیویورک تایمز است که حوزه کاریش در زمینه مسایل محیط کاری، تکنولوژی و جنسیت است. او سردبیر روزنامه Arts & Leisure (هنر و اوقات فراغت) بوده و دو مبارزات انتخاباتی ریاست جمهوری را پوشش داده‌است، که شرح حال تبدیل باراک و میشل اوباما به رئیس‌جمهور و بانوی اول ایالات متحده است. کانتور در سال ۲۰۱۸ جایزه پولیتزر را به دلیل گزارش‌هایش در مورد سوء استفاده جنسی هاروی واینستین دریافت کرد.
کانتور نویسنده کتاب اوباماها و آن زن گفت (با عنوان کامل آن زن گفت: خرد شدن داستان آزار جنسی که به تحریک یک جنبش کمک کرد) که دربارهٔ تحقیقات روی هاروی واینستین است. او یکی از همکاران سی‌بی‌اس امروز صبح است و همچنین در دیلی شو چارلی رز و تودی شو حضور داشته‌است. کانتور در ۱۰۰ فرد تأثیرگذار مجله تایم در سال ۲۰۱۸ قرار گرفت.